# Борис Карлоф
Уилям Хенри Прат (на английски: William Henry Pratt), по-известен под псевдонима Борис Карлоф (на английски: Boris Karloff) е британски актьор.

## Биография
Уилям Хенри Прат е роден през 1887 г. в Дълуич, Съри, Англия. Младият Уилям първоначално смята да последва по-големия си брат сър Джон Хенри Прат, отдавайки се на дипломатическа кариера, но внезапно се увлича по актьорството. Посещава частни уроци по актьорско майсторство, играе на театрални сцени, в спектакли в университета, където учи. Емигрира в Канада през 10-те години на XX век.

### Кариера
Известно време след пристигането си в Канада той избира професионалния си псевдоним „Борис Карлоф“ (вероятно просто защото звучало чуждо и екзотично, никаква връзка с Борис Карлов) – предполага се, че псевдонимът му е бил необходим, тъй като Уилям се боял, че театралната му работа може да попречи на дипломатическата кариера на братята му.
Прочува се с ролята си на Чудовището на Франкенщайн във филмите „Франкенщайн“ (1931), „Булката на Франкенщайн“ (1935) и „Синът на Франкенщайн“ (1939). Друга негова известна роля от този период е на Имхотеп в „Мумията“ (1932). Популярността му става толкова голяма, че за кратко време е афиширан просто като Карлоф или като Карлоф Тайнствения.

## Избрана филмография
| Година | Филм        | Оригинално заглавие | Роля                   | Режисьор      |
| ------ | ----------- | ------------------- | ---------------------- | ------------- |
| 1931   | Франкенщайн | Frankenstein        | Чудовището Франкенщайн | Джеймс Уейл   |
| 1932   | Белязаният  | Scarface            | Том Гафни              | Хауърд Хоукс  |
| 1932   | Мумията     | The Mummy           | Мумията                | Карл Фройнд   |
| 1963   | Гарванът    | The Raven           | д-р Скарабъс           | Роджър Корман |